# كويزي فريسي
كويزي فريسي (الاسم العلمي: Cantharellus friesii) هو نوع من الفطريات يتبع جنس الكويزي من فصيلة الكويزية.